# Ionenregulation
Als Ionenregulationen werden in der Biologie alle Prozesse bezeichnet, die Ionenverhältnisse im Zellinneren und der extrazellulären Körperflüssigkeiten einstellen, sowohl zwischen Außenmedium und Körperflüssigkeit als auch zwischen Körperflüssigkeit und Zellinnerem.
Die Zusammensetzung der extrazellulären Körperflüssigkeiten, also des Blutes und der Interzellularflüssigkeit, entspricht bei allen Tieren nahezu der des Meerwassers, nämlich eine hohe Natrium (Na+)- und Chlor (Cl−)-Konzentration und eine niedrige Kalium (K+)-Konzentration. Somit verweisen die Ionenkonzentrationen auf die marine Herkunft der Tiere.
Die Ionenkonzentrationsgradienten zwischen Zellinnerem und Zelläußerem werden von Membrantransportproteinen eingestellt. Dabei wird zwischen Carrier (engl.: carrier proteins) und Ionenkanälen (engl.: channel proteins) unterschieden. Beides sind integrale Membranproteine und erlauben den Transport von Ionen durch die Membran, indem sie die Lipiddoppelschichten der Membran durchsetzen, die für Ionen grundsätzlich undurchlässig ist.

## Weiterführende Literatur
- Rainer Klinke (Hrsg.) u. a.: Lehrbuch der Physiologie, 6. Auflage, Georg Thieme Verlag, Stuttgart 2010, ISBN 9783137960065
- Roger Eckert u. a.: Tierphysiologie, 4. Auflage, Georg Thieme Verlag, Stuttgart 2002, ISBN 3-13-664004-7